# 東日本旅客鉄道千葉支社

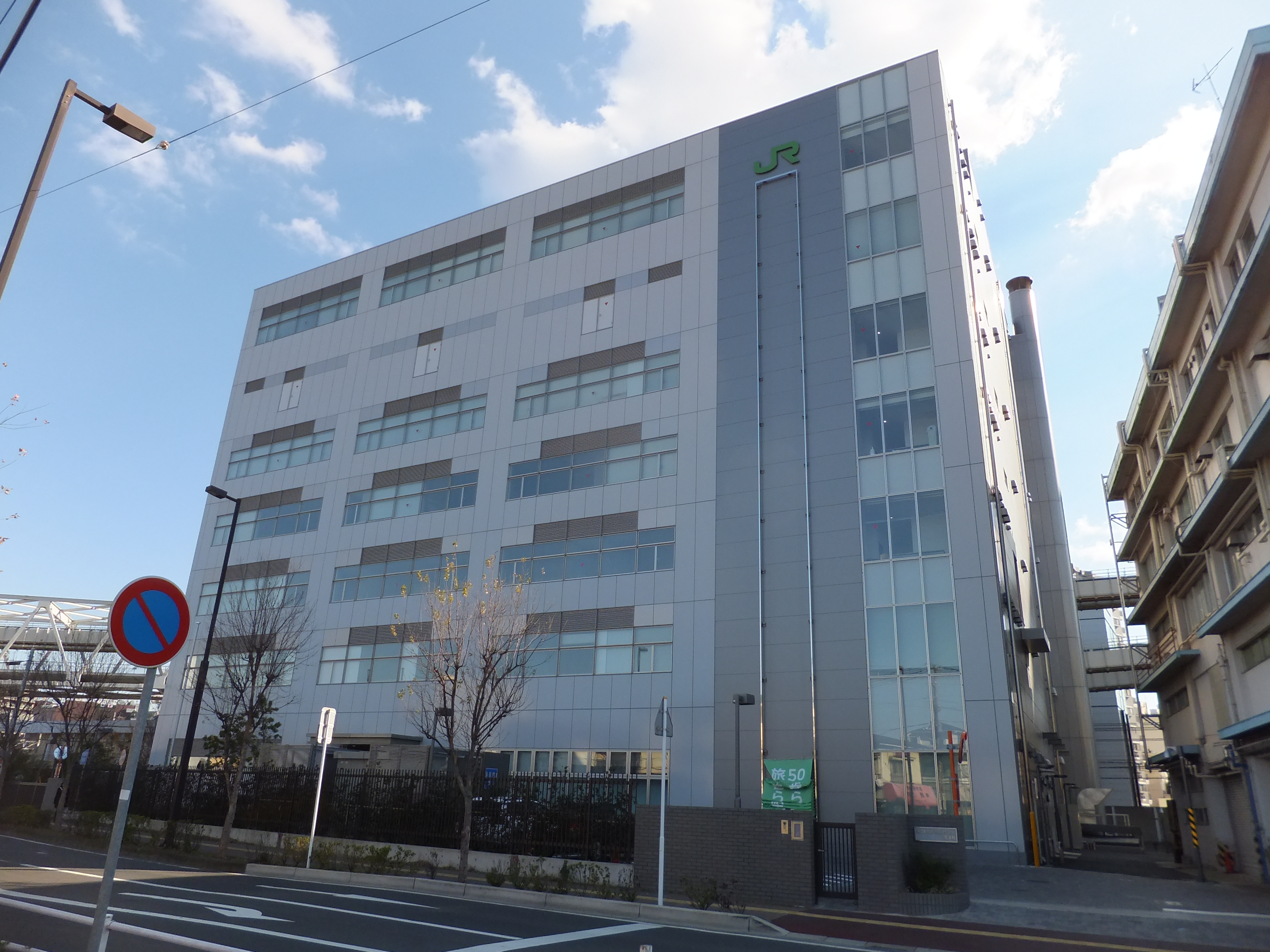
JR東日本千葉支社

東日本旅客鉄道千葉支社（ひがしにほんりょかくてつどうちばししゃ）は、東日本旅客鉄道（JR東日本）の地域支社。日本国有鉄道（国鉄）千葉鉄道管理局の管轄エリアを継承している。2026年に組織改正により千葉支社が廃止され、管轄の業務は千葉・東京・京葉総武・房総の各事業本部に移管される予定。

## 支社所在地
- 千葉県千葉市中央区弁天2丁目23番3号

## 沿革
- 1950年（昭和25年）8月1日 - 東京鉄道局千葉管理部を改組し、千葉鉄道管理局として発足。
- 1964年（昭和39年）9月 - 鉄道管理局ビル完成[2]。
- 1987年（昭和62年）4月1日 - 東日本旅客鉄道 東京圏運行本部千葉運行部に改称。
- 1988年（昭和63年）
  - 3月24日 - 木原線をいすみ鉄道に移管。
  - 4月1日 - 東京圏運行本部から分離し、東日本旅客鉄道 千葉支社発足。
  - 12月1日 - 京葉線が新木場駅まで延伸。同時に貨物専用区間であった千葉港駅 - 蘇我駅間の旅客営業開始。
- 1990年（平成2年）3月10日 - 京葉線が東京駅まで延伸。同時に総武本線（越中島支線）の越中島駅を越中島貨物駅へ改称。
- 1991年（平成3年）3月19日 - 成田線空港支線開業。
- 1992年（平成4年）
  - 3月14日 - 京葉線の千葉港駅を千葉みなと駅に改称。
  - 6月1日 - 千葉駅以東の列車の前面方向幕を線区別に色分け表示開始[3]。
  - 12月3日 - 成田線空港支線に空港第2ビル駅が新設開業。
- 1993年（平成5年）3月22日 - 当時の管内の東京近郊区間にあたる80駅を終日禁煙化[4]。
- 1998年（平成10年）3月14日 - 武蔵野線に東松戸駅が新設開業。
- 2012年（平成24年）10月23日 - 新支社ビルが竣工し、移転[5]。跡地は2027年度までにJR東日本の商業ビルが建設され、千葉市民会館も入居する予定となっている[6]。
- 2020年（令和2年）
  - 11月1日 - 千葉支社管内全駅で全面禁煙となっていなかった71駅を全面禁煙化[7][8][9]。
  - 12月18日 - 支社ウェブサイトを閉鎖、本社サイトに統合。
- 2026年（令和8年）7月1日（予定） - 組織改正により千葉支社が廃止され、千葉・房総・京葉総武の3つの事業本部に分割改組される。合わせて京葉線の東京支社管内区間（東京駅除く）が京葉総武事業本部に移管される一方、管内の総武本線のうち東京都内の区間を東京事業本部に移管[10]。

## 管轄路線
常磐線及び武蔵野線の一部を除く千葉県内と東京都の葛西地域、茨城県の鹿嶋地域を管轄している。2021年3月31日時点で、合計592.2kmの在来線、158の駅（鹿島サッカースタジアム駅、越中島貨物駅を含む）を管轄している。直接隣接している他支社は首都圏本部のみで、水戸支社とは鹿島臨海鉄道大洗鹿島線を介して隣接している。
- 千葉県内の常磐線全区間、武蔵野線の新松戸 - 南流山間は首都圏本部の管轄。

路線
※支社境界はいずれも閉塞区間上にあるため、境界線の内側の停車場（駅・信号場など）を記載している。なお、◇が付いた路線は全線が管理区間内に入っている路線である。
| 路線名    | 区間                                | 駅数 | 備考                                                                                       |
| --------- | ----------------------------------- | ---- | ------------------------------------------------------------------------------------------ |
| 総武本線  | 錦糸町駅 - 銚子駅                   | 39   | 「総武快速線」としては錦糸町駅 - 千葉駅 「総武緩行線」としては浅草橋駅 - 錦糸町駅 - 千葉駅 |
| 総武本線  | 錦糸町駅 - 浅草橋駅                 | 2    | 「総武快速線」としては錦糸町駅 - 千葉駅 「総武緩行線」としては浅草橋駅 - 錦糸町駅 - 千葉駅 |
| 総武本線  | 小岩駅 - 越中島貨物駅（越中島支線） | 1    | 定期旅客列車の運行なし                                                                     |
| 総武本線  | 小岩駅 - 新小岩信号場駅（新金線）   | 0    | 定期旅客列車の運行なし                                                                     |
| 成田線    | 佐倉駅 - 松岸駅                     | 14   |                                                                                            |
| 成田線    | 成田駅 - 成田空港駅（空港支線）     | 2    |                                                                                            |
| 成田線    | 東我孫子駅 - 成田駅（我孫子支線）   | 8    |                                                                                            |
| ◇鹿島線   | 香取駅 - 鹿島サッカースタジアム駅   | 5    |                                                                                            |
| ◇内房線   | 蘇我駅 - 安房鴨川駅                 | 29   |                                                                                            |
| ◇久留里線 | 木更津駅 - 上総亀山駅               | 13   |                                                                                            |
| ◇外房線   | 千葉駅 - 安房鴨川駅                 | 25   |                                                                                            |
| ◇東金線   | 大網駅 - 成東駅                     | 3    |                                                                                            |
| 京葉線    | 潮見駅 - 蘇我駅                     | 13   |                                                                                            |
| 京葉線    | 市川塩浜駅 - 西船橋駅（高谷支線）   | 0    |                                                                                            |
| 京葉線    | 西船橋駅 - 南船橋駅（二俣支線）     | 0    |                                                                                            |
| 武蔵野線  | 新八柱駅 - 西船橋駅                 | 4    |                                                                                            |

駅数についての注釈
1. ↑  支線分岐駅である錦糸町駅は含まない。
2. ↑  登記上旅客併設駅である貨物駅（越中島貨物駅）を計上。支線分岐駅である小岩駅は含まない。
3. ↑  支線分岐駅である小岩駅は含まず、JR東日本としての途中駅も存在しない。
4. ↑  総武本線と接続する佐倉駅と松岸駅は含まない。
5. 1 2  支線分岐駅である成田駅は含まない。
6. ↑  成田線と接続する香取駅は含まない。
7. 1 2  外房線と接続する蘇我駅は含まない。
8. ↑  内房線と接続する木更津駅は含まない。
9. ↑  内房線と接続する安房鴨川駅は含まない。
10. ↑  外房線と接続する大網駅、総武本線と接続する成東駅は含まない。
11. ↑  支線分岐駅である市川塩浜駅、総武本線と接続する西船橋駅ともに含まず、途中駅も存在しない。
12. ↑  支線分岐駅である南船橋駅、総武本線と接続する西船橋駅ともに含まず、途中駅も存在しない。
13. ↑  総武本線と接続する西船橋駅は含まない。

支社境界・管理の例外についての注釈
1. ↑  馬喰町駅までの間にある地下区間（総武トンネル）の入口の手前に首都圏本部との境界がある。
2. ↑  秋葉原駅との間の御茶ノ水起点1.5km地点に首都圏本部との境界がある。
3. ↑  越中島貨物駅は千葉支社の駅として扱われるが、構内の一部施設（東京レールセンターなど）は首都圏本部所管。
4. ↑  金町駅までの間の新小岩信号場起点6km地点に首都圏本部との境界がある。また、新小岩信号場駅は日本貨物鉄道（JR貨物）の貨物駅であり、JR東日本の駅としては扱われていない（信号場扱い）。
5. ↑  我孫子駅との間の、常磐線天王台駅南方（佐倉起点43.0km地点）に首都圏本部との境界がある。
6. ↑  鹿島臨海鉄道との運行系統上の境界は鹿島神宮駅で、鹿島神宮駅 - 鹿島サッカースタジアム駅間は臨時列車を除いて鹿島臨海鉄道が列車運行を行う。
7. ↑  越中島駅との間で、地下区間（新東京トンネル）から地上に出る手前付近に首都圏本部との境界がある。
8. ↑  新松戸駅との間の金谷寺付近（新鶴見信号場起点83.7km地点）に首都圏本部との境界がある。

## 駅・乗務員区所
- 錦糸町営業統括センター - 錦糸町駅、両国駅、新小岩駅、小岩駅[12]
- 船橋統括センター - 市川駅、本八幡駅、西船橋駅、船橋駅、乗務ユニット[12]
- 津田沼統括センター - 津田沼駅、幕張本郷駅、幕張駅、乗務ユニット[12]
- 新浦安営業統括センター - 新木場駅、葛西臨海公園駅、舞浜駅、新浦安駅、新習志野駅[12]
- 千葉統括センター - 稲毛駅、千葉駅、四街道駅、乗務ユニット[12]
- 茂原統括センター - 蘇我駅、大網駅、茂原駅、上総一ノ宮駅、大原駅、勝浦駅、安房鴨川駅、蘇我乗務ユニット、鴨川乗務ユニット
- 木更津統括センター - 五井駅、木更津駅、君津駅、館山駅、久留里駅、乗務ユニット[13]
- 成田統括センター - 佐倉駅、成東駅、銚子駅、成田駅、成田空港駅、湖北駅、佐原駅、鹿島神宮駅、佐倉乗務ユニット、銚子乗務ユニット[12]

## 設備保全区所

### 保線関係区所
- 千葉保線設備技術センター
  - 木更津エリアセンター
  - 新小岩派出
  - 津田沼派出
  - 西船橋派出
  - 成田派出
  - 銚子派出
  - 大網派出
  - 勝浦派出

### 電気関係区所
- 千葉電力設備技術センター
  - 西船橋メンテナンスセンター
  - 新小岩メンテナンスセンター
  - 千葉メンテナンスセンター
  - 一ノ宮メンテナンスセンター
  - 木更津メンテナンスセンター
  - 館山メンテナンスセンター
  - 成田メンテナンスセンター
  - 銚子メンテナンスセンター
- 千葉信号通信設備技術センター
  - 茂原メンテナンスセンター
  - 木更津メンテナンスセンター
  - 館山メンテナンスセンター
  - 成田メンテナンスセンター
  - 銚子メンテナンスセンター
  - 西船橋メンテナンスセンター
  - 新小岩メンテナンスセンター

### その他区所
- 千葉土木設備技術センター
  - 勝浦派出
- 千葉建築設備技術センター
- 千葉機械設備技術センター

## 乗車人員ベスト20
2022年度、千葉支社管内で一日平均の乗車人員が多かった20駅は下記の通り。
| 順位 | 駅名     | 一日平均 乗車人員 | 順位 | 駅名       | 一日平均 乗車人員 |
| ---- | -------- | ----------------- | ---- | ---------- | ----------------- |
| 1    | 西船橋駅 | 119,941人         | 11   | 海浜幕張駅 | 52,058人          |
| 2    | 船橋駅   | 119,230人         | 12   | 本八幡駅   | 51,805人          |
| 3    | 千葉駅   | 94,864人          | 13   | 亀戸駅     | 49,618人          |
| 4    | 錦糸町駅 | 87,590人          | 14   | 新浦安駅   | 47,382人          |
| 5    | 津田沼駅 | 85,072人          | 15   | 浅草橋駅   | 44,804人          |
| 6    | 新小岩駅 | 66,535人          | 16   | 稲毛駅     | 43,078人          |
| 7    | 舞浜駅   | 63,906人          | 17   | 両国駅     | 31,301人          |
| 8    | 新木場駅 | 60,442人          | 18   | 蘇我駅     | 29,462人          |
| 9    | 小岩駅   | 55,563人          | 19   | 平井駅     | 28,656人          |
| 10   | 市川駅   | 52,412人          | 20   | 幕張本郷駅 | 24,874人          |

## 関連会社
- JR千葉鉄道サービス

## 列車
千葉支社管内の列車の特徴として、特急列車は、
- かつての急行列車のダイヤを受け継いでいる
- 観光拠点となる駅が分散している
- 沿線（特に房総各線）に目立って大規模な駅がない

という理由により、停車駅が多い。
特に近年では通勤通学需要を当て込み、東京通勤圏において停車駅が増える傾向にある。
一方、快速列車は、かつては待避可能な駅や乗り換え駅、市や町の中心駅などの主要駅にしか停まらなかったが、2000年代に入ってからは房総各線や京葉線では停車駅が増えており、千葉以東で快速が通過する駅は少なくなった。特に、成田線直通や内房線直通では千葉以東の通過駅が1駅のみである（前者は東千葉駅のみ、後者は巌根駅のみ）。これは、かつての快速通過駅において乗車人員が駅周辺の開発のために増えてきたことなどが理由だが、新たに停車駅を追加すると同時に、従来、快速通過駅を救済していた普通列車を廃止し、線区需要に見合った輸送力の適正化とサービス低下の低減を同時に実現している。
その一方で、東京方面へ直結する路線（総武快速線・京葉線）と県内路線は、特急・快速を除き、原則として運用が分断されており、相互間の直通本数は少ない。そのため蘇我駅や千葉駅などで乗換えを強いられるが、必ずしも旅客の乗換の便を優先したダイヤ構成というわけではない。なお、県内路線のうち、東京駅から70 - 80キロ圏内の駅や千葉以東からの列車をすべて東京方面へ直通させる計画を2008年に発表しており、実際に2010年12月4日に実施したダイヤ改正から普通列車減少救済目的で本千葉駅に総武・横須賀線直通快速列車を停車させたり、データイム時に京葉線快速列車を外房線へ直通運転を行ったりしている。ただし、その計画は2025年現在、ニュースリリースから削除されている。

## その他
- 千葉支社管内では、国鉄分割民営化以降も動労千葉により行われるストライキが風物詩となっており、総武本線（千葉以東）などをはじめとする管内の路線で、一部運休・もしくは終日全面運休になることが起きていた（通称「花見スト」）が、2013年の久留里線のワンマン化に対するスト[20][21][22] ではそのような影響は発生していない。
- 千葉支社管内の運輸区・車掌区に所属している車掌は始発駅出発直後、終着駅到着直前、乗務交代直前・直後には所属運輸区（車掌区）と氏名をアナウンスする。ただし、自動放送装置を搭載する車両では実施しない場合もある。
- 千葉支社独自の制定色は新製車両を除くと新旧の久留里線色と211系・209系の房総色がある。
- かつて、千葉支社限定の缶ジュースとしてプライベートブランド旅を発売していた（1990年代まで）[23]。
- 2024年3月16日のダイヤ改正で朝夕の快速とともに京葉線の通勤快速が各駅停車に変更され廃止されたが[24]、沿線住民からはSNSなどで撤回を求める声が噴出しており、千葉市長の神谷俊一は「極端な変更」「市として変更のメリットは見いだしにくい」「沿線の価値を損なう」などと強く批判・反発し[25][26][27]、千葉県知事の熊谷俊人も混雑解消に理解は示しつつも、「沿線住民や事業活動に大きなマイナスがある」として容認できない旨を述べている[28]。